# 勒韦圣马丁
勒韦圣马丁（法語：Revest-Saint-Martin）是法国上普罗旺斯阿尔卑斯省的一个市镇，位于该省西部，属于福卡尔基耶区。该市镇的总面积为7.56平方公里，2009年时的人口为85人。

## 人口
勒韦圣马丁人口变化图示
| 数据来源：INSEE |